# Tratado de Wanghia
El Tratado de Wanghia (también Tratado de Wangxia, Tratado de Paz, Amistad y Comercio, con aranceles, chino tradicional: 望廈條約; chino simplificado: 望厦条约; pinyin: Wàngxià tiáoyuē; cantonés de Yale: Mohng Hah) fue un acuerdo diplomático entre la dinastía Qing de China y los Estados Unidos, firmado el 3 de julio de 1844 en el Templo de Kun Iam. Su nombre oficial es Tratado de paz, amistad y comercio entre los Estados Unidos de América y el Imperio chino. Tras la aprobación del Congreso de los EE. UU., fue ratificado por el presidente John Tyler el 17 de enero de 1845. Permaneció formalmente vigente hasta el Tratado sino-estadounidense de 1943.

## Nombre del tratado
El tratado lleva el nombre de una aldea en el norte de Macao donde se encuentra el templo, llamado Mong Ha o Wang Hia (chino tradicional: 望廈; chino simplificado: 望厦; pinyin: Wàngxià; Cantonés de Yale: Mohng Hah). Ahora es parte de la parroquia Nuestra Señora de Fátima del territorio.

## Contenido del tratado
Estados Unidos estuvo representado por Caleb Cushing, un abogado de Massachusetts enviado por el presidente John Tyler bajo presión de los comerciantes estadounidenses preocupados por el dominio de los ingleses en el comercio chino. El médico y misionero Peter Parker sirvió como intérprete chino de Cushing. El Imperio Qing estuvo representado por Keying, el virrey de Liangguang, quien era responsable de las provincias de Guangdong y Guangxi.
El tratado se inspiró en el Tratado de Nankín y el Tratado del Bogue entre el Reino Unido y China, pero difirió en ser más detallado. Entre otras cosas, contenía disposiciones para:
- Extraterritorialidad, donde los sujetos chinos serían juzgados y castigados bajo la ley china y los ciudadanos estadounidenses serían juzgados y castigados bajo la autoridad del cónsul estadounidense u otros funcionarios públicos autorizados a tal efecto.[3]
- Tarifas fijas sobre el comercio en los puertos del tratado.
- El derecho a comprar tierras en los cinco puertos del tratado y erigir iglesias y hospitales allí.
- El derecho a aprender chino mediante la abolición de una ley que hasta entonces prohibía a los extranjeros hacerlo.[5]
- EE. UU. recibió el estatus de nación más favorecida, lo que resultó en que EE. UU. recibió el mismo tratamiento beneficioso que China dio a otras potencias como el Reino Unido, y recibió el derecho de modificar el tratado después de 12 años.

Estados Unidos también otorgó al Imperio chino poderes para confiscar barcos estadounidenses si operaban fuera de los puertos del tratado, y retiró la protección consular en los casos en que los ciudadanos estadounidenses comerciaban con opio en virtud de los artículos 3 y 33, respectivamente. Además, Estados Unidos acordó entregar a los delincuentes a China. (Los estadounidenses ingresaron al comercio de opio con opio turco menos costoso pero inferior y en 1810 tenían alrededor del 10% del comercio en Cantón.